# クリスチャン・エンビリ
クリスチャン・エンビリ（Christian M'billi、1995年4月26日 - ）は、フランスのプロボクサー。カメルーンのヤウンデ出身。現WBC世界スーパーミドル級暫定王者。

## 来歴
カメルーンのヤウンデで生まれ、7歳の時にフランスに移住した。

### アマチュア時代
2015年6月、ヨーロッパ競技大会にミドル級（75kg）で出場するも、2回戦で敗れた。
2015年8月、ヨーロッパアマチュアボクシング選手権にミドル級（75kg）で出場するも、1回戦で敗れた。
2015年10月、カタールで開催されたAIBA世界ボクシング選手権にミドル級（75kg）で出場するも、初戦となった2回戦でベクテミル・メリクジエフに1-2の判定で敗れた。
2016年、リオデジャネイロオリンピックにミドル級（75kg）で出場するも、準々決勝で金メダルを獲得するアルレン・ロペスに0-3の判定で敗れた。
アマチュア時代の戦績は47勝10敗。

### プロ時代

#### ミドル級
2017年2月9日、プロデビュー戦を行い2回1分26秒TKO勝ち。
2018年5月19日、トロントのエア・カナダ・センターにてアドニス・ステベンソン対バドゥ・ジャックの前座で、マルコス・ヘスス・コルネホとWBC世界ユースミドル級王座決定戦を行い、3回1分52秒TKO勝ちを収め王座獲得に成功した。
2018年7月27日、ル・カネのチボリ劇場でラモン・アギナガとWBCインターコンチネンタルユースミドル級王座決定戦を行い、5回1分47秒TKO勝ちを収め王座獲得に成功した。
2018年10月11日、オルレアンのパレ・デ・スポールでルイス・フェルナンド・ピーニャとWBC世界ユースミドル級王座決定戦を行い、2回2分7秒TKO勝ちを収め王座獲得に成功した。
2019年10月12日、ルヴァロワ＝ペレのパレ・デ・スポール・マルセル＝セルダンでエイブラハム・フアレスとWBCフランス語圏ミドル級王座決定戦を行い、9回2分35秒TKO勝ちを収め王座獲得に成功した。

#### スーパーミドル級
2021年9月23日、ケベック・シティーのビデオトロン・センターでロニー・ランダエタとWBCアメリカ大陸スーパーミドル級王座決定戦を行い、3回37秒TKO勝ちを収め王座獲得に成功した。
2022年9月9日、モントリオールのモントリオール・カジノでデアンドレ・ウェアとWBCアメリカ大陸スーパーミドル級タイトルマッチおよびWBAインターナショナル同級王座決定戦を行い、2回2分20秒KO勝ちを収めWBAインターナショナル王座獲得に成功するとともに、3度目のWBCアメリカ大陸王座防衛に成功した。
2024年3月、トップランクと契約を結んだ。
2024年8月17日、ケベック・シティーのビデオトロン・センターでWBC世界スーパーミドル級7位のセルゲイ・デレフヤンチェンコと対戦し、10回3-0の判定勝ちを収め8度目のWBCアメリカ大陸王座防衛、5度目のWBAインターナショナル王座防衛に成功した。
2025年6月27日、ケベック・シティーのビデオトロン・センターでWBC世界スーパーミドル級7位のマチェック・スレッキと、WBC世界同級正規王者のサウル・アルバレスのテレンス・クロフォードとの対戦を優先させたことに伴うWBC世界スーパーミドル級暫定王座決定戦を行い、初回2分28秒TKO勝ちを収め王座を獲得した。

## 戦績
- プロボクシング：29戦 29勝 (24KO) 無敗

| 戦           | 日付           | 勝敗 | 時間    | 内容    | 対戦相手                                       | 国籍           | 備考                                                           |
| ------------ | -------------- | ---- | ------- | ------- | ---------------------------------------------- | -------------- | -------------------------------------------------------------- |
| 1            | 2017年2月9日   | ☆    | 2R 1:26 | KO      | エイドリアン・アレナス                         | メキシコ       | プロデビュー戦                                                 |
| 2            | 2017年2月24日  | ☆    | 3R 0:34 | TKO     | ヘスス・オリバレス                             | メキシコ       |                                                                |
| 3            | 2017年4月8日   | ☆    | 3R 1:13 | KO      | セルヒオ・デ・レオン                           | メキシコ       |                                                                |
| 4            | 2017年6月3日   | ☆    | 2R 0:47 | TKO     | セサール・ロペス・ウガルテ                     | メキシコ       |                                                                |
| 5            | 2017年8月19日  | ☆    | 4R 1:09 | KO      | ヘナロ・キロガ                                 | アルゼンチン   |                                                                |
| 6            | 2017年10月12日 | ☆    | 3R 1:50 | KO      | マルタン・オウォノ                             | フランス       |                                                                |
| 7            | 2017年12月14日 | ☆    | 5R 0:27 | TKO     | ロベルト・スヴィエビンスキ                     | ポーランド     |                                                                |
| 8            | 2018年3月15日  | ☆    | 2R 1:45 | KO      | ヘスス・グローラ                               | メキシコ       |                                                                |
| 9            | 2018年4月19日  | ☆    | 1R 1:44 | TKO     | ルイス・エドゥアルド・パス                     | アルゼンチン   |                                                                |
| 10           | 2018年5月19日  | ☆    | 3R 1:52 | TKO     | マルコス・ヘスス・コルネホ                     | アルゼンチン   | WBC世界ミドル級ユース王座決定戦                                |
| 11           | 2018年7月27日  | ☆    | 5R 1:47 | KO      | ラモン・アギナガ                               | メキシコ       | WBCインターコンチネンタルミドル級ユース王座決定戦              |
| 12           | 2018年10月11日 | ☆    | 2R 2:07 | TKO     | ルイス・フェルナンド・ピーニャ                 | メキシコ       | WBC世界ミドル級ユース王座決定戦                                |
| 13           | 2018年12月4日  | ☆    | 3R 2:10 | TKO     | イリア・ハルラムー                             | ベラルーシ     |                                                                |
| 14           | 2019年3月30日  | ☆    | 8R      | 判定3-0 | ハンベルト・グティエレス・オチョア             | メキシコ       |                                                                |
| 15           | 2019年10月12日 | ☆    | 9R 2:35 | TKO     | エイドリアン・フアレス                         | メキシコ       | WBCフランス語圏ミドル級王座決定戦                              |
| 16           | 2019年12月13日 | ☆    | 8R 1:04 | TKO     | キーアンドレー・レザーウッド                   | アメリカ合衆国 |                                                                |
| 17           | 2020年12月12日 | ☆    | 3R 1:04 | TKO     | ローランド・パレデス                           | メキシコ       |                                                                |
| 18           | 2021年4月22日  | ☆    | 5R 1:53 | TKO     | ヘスス・アントニオ・グティエレス・ヴェラスケス | メキシコ       |                                                                |
| 19           | 2021年9月23日  | ☆    | 3R 0:37 | TKO     | ロニー・ランダエタ                             | スペイン       | WBC米大陸スーパーミドル級王座決定戦                            |
| 20           | 2021年12月11日 | ☆    | 10R     | 判定3-0 | ロナルド・エリス                               | アメリカ合衆国 | WBC米大陸防衛1                                                 |
| 21           | 2022年3月26日  | ☆    | 5R 2:45 | KO      | ナジブ・モハメディ                             | フランス       | WBC米大陸防衛2                                                 |
| 22           | 2022年9月9日   | ☆    | 2R 2:20 | KO      | デアンドレ・ウェア                             | アメリカ合衆国 | WBAインターナショナルスーパーミドル級王座決定戦 WBC米大陸防衛3 |
| 23           | 2022年12月17日 | ☆    | 10R     | 判定3-0 | ボーン・アレクサンダー                         | アメリカ合衆国 |                                                                |
| 24           | 2023年3月23日  | ☆    | 10R     | 判定3-0 | カルロス・ゴンゴラ                             | エクアドル     | WBAインターナショナル防衛1・WBC米大陸防衛4                     |
| 25           | 2023年9月8日   | ☆    | 4R 1:56 | KO      | デモンド・ニコルソン                           | アメリカ合衆国 | WBAインターナショナル防衛2・WBC米大陸防衛5                     |
| 26           | 2024年1月13日  | ☆    | 6R 終了 | TKO     | ロハン・マードック                             | オーストラリア | WBAインターナショナル防衛3・WBC米大陸防衛6                     |
| 27           | 2024年5月25日  | ☆    | 1R 0:40 | KO      | マーク・ヘフロン                               | イギリス       | WBAインターナショナル防衛4・WBC米大陸防衛7                     |
| 28           | 2024年8月17日  | ☆    | 10R     | 判定3-0 | セルゲイ・デレフヤンチェンコ                   | ウクライナ     | WBAインターナショナル防衛5・WBC米大陸防衛8                     |
| 29           | 2025年6月27日  | ☆    | 1R 2:28 | TKO     | マチェック・スレッキ                           | ポーランド     | WBC世界スーパーミドル級暫定王座決定戦                          |
| 30           | 2025年9月13日  | -    | -       | -       | レスター・マルティネス                         | グアテマラ     | WBC暫定・世界スーパーミドル級タイトルマッチ 試合前             |
| テンプレート |                |      |         |         |                                                |                |                                                                |

## 獲得タイトル
- WBC世界ミドル級ユース王座
- WBCインターコンチネンタルミドル級ユース王座
- WBCフランス語圏ミドル級王座
- WBC米大陸スーパーミドル級王座
- WBAインターナショナルスーパーミドル級王座
- WBC世界スーパーミドル級暫定王座（防衛0）